# Клемент, Керрон
Керрон Стефон Клемент (англ. Kerron Stephon Clement, род. 31 октября 1985 года в Порт-оф-Спейне, Тринидад и Тобаго) — американский легкоатлет, выступающий в беге на 400 метров и 400 метров с барьерами. Двукратный олимпийский чемпион, 4-кратный чемпион мира. Экс-рекордсмен мира на дистанции 400 метров в помещении.
Родился в городе Порт-оф-Спейн, Тринидад и Тобаго. В 1998 году вместе с семьёй переехал в штат Техас, США. В июне 2004 года получил американское гражданство. С 2003 по 2007 годы учился в университете Флориды. На чемпионате мира среди юниоров 2004 года выиграл 2 золотые медали; стал чемпионом в беге на 400 метров с барьерами, а также с новым мировым рекордом стал чемпионом мира в эстафете 4×400 метров. На чемпионате национальной студенческой ассоциации 2005 года в беге на 400 метров установил мировой рекорд — 44,57, превзойдя достижение легендарного Майкла Джонсона. В 2005 и 2006 годах становился чемпионом США в беге на 400 метров с/б. В 2007 году занял 2-е место в беге на 400 метров на международных соревнованиях DN Galan в Стокгольме, установив при этом личный рекорд — 44,48.
Неудачно выступил на чемпионате мира 2011 года. В беге на 400 метров с барьерами смог дойти до полуфинала, в котором занял последнее место с результатом 52,11.

## Достижения
| Год  | Соревнование                 | Город    | Место | Дисциплина            | Время   |
| ---- | ---------------------------- | -------- | ----- | --------------------- | ------- |
| 2004 | Чемпионат мира среди юниоров | Гроссето | 1-е   | 400 метров с/б        | 48,51   |
| 2006 | Кубок мира                   | Афины    | 1-е   | 400 метров с/б        | 48,12   |
| 2007 | Чемпионат мира               | Осака    | 1-е   | 400 метров с/б        | 47,61   |
| 2007 | Чемпионат мира               | Осака    | 1-е   | Эстафета 4×400 метров | 2.55,56 |
| 2007 | Легкоатлетический финал      | Штутгарт | 2-е   | 400 метров            | 48,35   |
| 2008 | Олимпийские игры             | Пекин    | 2-е   | 400 метров с/б        | 47,98   |
| 2008 | Олимпийские игры             | Пекин    | 1-е   | Эстафета 4×400 метров | 2.55,39 |
| 2008 | Легкоатлетический финал      | Штутгарт | 1-е   | 400 метров с/б        | 48,96   |
| 2009 | Чемпионат мира               | Берлин   | 1-е   | 400 метров с/б        | 47,91   |
| 2009 | Чемпионат мира               | Берлин   | 1-е   | Эстафета 4×400 метров | 2.57,86 |
| 2009 | Легкоатлетический финал      | Салоники | 1-е   | 400 метров с/б        | 48,11   |